# 山吉行盛
山吉 行盛（やまよし ゆきもり）は、室町時代前期の武士。

## 生涯
山吉氏として確実に史料に現れる初めての人物であるが、その系譜には名前が見えない。当時、山吉氏は長尾氏の被官であった（「蒲原郡段銭帳」）。応永29年（1422年）、蒲原郡代として黒川基実に、黒川氏の領内での検断権と羽越国境の鼠か関で徴収する関銭の権限を与えた安堵状を発給している。
なお、行盛が登場する史料はこの1点のみである。